# 长叶银背藤
长叶银背藤（学名：Argyreia henryi）为旋花科银背藤属的植物。分布在泰国以及中国大陆的云南等地，生长于海拔650米至950米的地区，多生于沟谷疏林中，目前尚未由人工引种栽培。

## 异名
- Argyreia henryi (Craib) Craib var. hypochrysa C. Y. Wu